# Jamaikanische Badmintonmeisterschaft 1960
Die Jamaikanische Badmintonmeisterschaft 1960 fand in Kingston statt. Es war die 13. Austragung der nationalen Titelkämpfe im Badminton von Jamaika.

## Titelträger
| Disziplin    | Sieger                              |
| ------------ | ----------------------------------- |
| Herreneinzel | Brendan Clear                       |
| Dameneinzel  | Barbara Tai Tenn Quee               |
| Herrendoppel | Eddie Ziadie Brendan Clear          |
| Damendoppel  | Barbara Tai Tenn Quee Terry Lazzari |
| Mixed        | Brendan Clear Barbara Tai Tenn Quee |